# Solněčnogorsk
Solněčnogorsk (rusky Солнечного́рск) je město v Moskevské oblasti v Ruské federaci. Při sčítání lidu v roce 2010 mělo bezmála třiapadesát tisíc obyvatel.

## Poloha
Solněčnogorsk leží na jihozápadním břehu jezera Seněž v Moskevské vrchovině. Od Moskvy, hlavního města oblasti i federace, je vzdálen 65 kilometrů na severozápad.

### Doprava
Přes Solněčnogorsk vede železniční trať z Petrohradu do Moskvy a rovněž dálnice M10 spojující obě města a tím i Evropská silnice 105, která je po ní vedena.